# Aubrey (singolo)
Aubrey è un brano musicale pop-soft rock, inciso nel 1972 dal gruppo statunitense dei Bread e pubblicato l'anno seguente come singolo estratto dall'album Guitar Man. Autore del brano è il cantante del gruppo, David Gates.
Il brano si ritrova inoltre in varie raccolte del gruppo ed è stato anche fatto oggetto di alcune cover.

## Storia

### Composizione
Ad ispirare a David Gates la composizione del brano fu la visione del film con Audrey Hepburn Colazione da Tiffany.
Fu la prima canzone scritta da Gates intitolata con il nome di una persona, nome che - come affermò lui in un'intervista - gli piaceva molto.

## Testo e Musica

### Testo
(incipit del brano)
Si tratta di una canzone d'amore: il protagonista inizia a fantasticare, immaginando una storia d'amore con una ragazza di nome Aubrey (un nome, che come dice lui, non era molto comune all'epoca per una donna). E questo nonostante lui non abbia mai avuto la possibilità di conoscere questa ragazza: lui si chiede così chi sia da biasimare per questo amore che non sboccerà mai.

### Musica
Il brano è accompagnato da una melodia malinconica.
Il suono prevalente è quello di una chitarra acustica.

## Tracce
7" (versione 1)
1. Aubrey – 3:38
2. Didn't Even Know Her Name – 3:09

7" (versione 2)
1. Aubrey – 3:37
2. Tecolote – 4:28

## Classifiche
| Classifica  | Posizione massima | Nr. di settimane |
| ----------- | ----------------- | ---------------- |
| Stati Uniti | 15                |                  |

## Cover
Del brano sono state incise delle cover dai seguenti artisti (in ordine alfabetico):
- Perry Como (nell'album And I Love You So del 1973[6])
- Johnny Mathis (1973)
- Joanna Wang (2009)

## Il brano nella cultura di massa

### Cinema e fiction
- Il brano fu inserito in un episodio degli anni ottanta della soap opera Sentieri (Guiding Light): nella finzione, viene interpretato da Lock Walls, un cantante, che, ormai provato dalla malattia, la dedica, in quello che è sarà il suo ultimo concerto (al termine dell'esibizione, infatti, muore), al suo grande amore Alexandra Spaulding, che lui, quando erano fidanzati, soprannominava appunto "Aubrey"